# Masoud Pezeshkian
Masoud Pezeshkian (în persană مسعود پزشکیان; n. 29 septembrie 1954, Mahabad, Provincia Azerbaidjanul de Vest, Iran) este un politician iranian, președinte al Iranului din anul 2024. Membru al facțiunii reformiste, el a devenit cel mai în vârstă președinte din istoria țării, preluând funcția la vârsta de 69 de ani.
S-a născut la Mahabad, în provincia Azerbaidjanul de Vest, într-o familie de azeri iranieni. A absolvit Universitatea de Științe Medicale din Tabriz cu o diplomă în medicină și a lucrat ca medic pentru soldații iranieni în timpul războiului Iran–Irak (1980–1988). Pezeshkian a fost guvernator al comitatelor Piranshahr și Naghadeh, iar cariera sa politică a început în 1997, când s-a alăturat administrației lui Mohammad Khatami⁠(d) în calitate de viceministru al sănătății. A fost ministru al sănătății și educației medicale între 2001 și 2005. Ulterior, a fost ales de cinci ori în parlament, reprezentând circumscripția Tabriz, Osku și Azarshahr, în perioada 2008–2024. În acest interval, Pezeshkian a fost și prim-vicepreședinte al parlamentului între 2016 și 2020. Înaintea alegerilor prezidențiale din 2024, a participat la două scrutine anterioare: la alegerile din 2013, din care s-a retras, și la cele din 2021, când candidatura i-a fost respinsă. Prezentându-se ca un politician moderat, a câștigat alegerile în fața candidatului conservator Saeed Jalili.
La începutul mandatului său, Pezeshkian și-a exprimat sprijinul pentru Axa Rezistenței în conflictul indirect Iran–Israel. A condus atacurile iraniene din octombrie 2024 asupra Israelului, lansate ca reacție la asasinatele comise de Israel împotriva liderului Hamas Ismail Hanieh, liderului Hezbollah Hassan Nasrallah și ofițerului militar iranian Abbas Nilforoushan. Pezeshkian și-a exprimat intenția de a relansa acordul cu Statele Unite privind programul nuclear iranian, în schimbul ridicării sancțiunilor internaționale. Totuși, în urma atacurilor israeliene din 2025 asupra Iranului, el a ordonat atacuri de represalii, ceea ce a dus la escaladarea tensiunilor într-un conflict deschis între Iran și Israel.

## Biografie
Pezeshkian s-a născut la Mahabad, în provincia Azerbaidjanul de Vest, la 29 septembrie 1954, într-o familie de azeri iranieni. El se consideră turc, la fel ca și părinții săi. În anul 1973 și-a obținut diploma de absolvire a liceului și s-a mutat la Zabol pentru a-și satisface stagiul militar. În această perioadă a început să manifeste interes pentru medicină. După finalizarea serviciului militar, s-a întors în provincia natală și a fost admis la Universitatea de Științe Medicale din Tabriz, pe care a absolvit-o cu o diplomă în medicină.
În timpul războiului Iran–Irak (1980–1988), Pezeshkian a vizitat frecvent liniile frontului, unde a avut responsabilitatea de a trimite echipe medicale și a activat atât ca medic, cât și ca luptător. A finalizat cursurile de medic generalist în 1985 și a început să predea fiziologia la colegiul medical.
După război, Pezeshkian și-a continuat studiile, specializându-se în chirurgie generală la Universitatea de Științe Medicale din Tabriz. În 1993 a obținut o supraspecializare în chirurgie cardiovasculară la Universitatea de Științe Medicale din Iran. Ulterior, a devenit specialist în chirurgie cardiacă, iar acest parcurs profesional l-a condus la funcția de președinte al Universității de Științe Medicale din Tabriz, între 1994 și 1999.

## Cariera politică
Cariera politică a lui Pezeshkian a început în anul 1997, când s-a alăturat administrației lui Mohammad Khatami⁠(d) în calitate de viceministru al sănătății. A deținut funcția de ministru al sănătății din 2001 până în 2005. Ulterior, a fost ales în parlamentul iranian pentru cinci mandate consecutive, între 2008 și 2024, reprezentând circumscripția Tabriz, Osku și Azarshahr. A ocupat funcția de prim-vicepreședinte al parlamentului între 2016 și 2020.
Pezeshkian a susținut că educația în limba turcă ar trebui să fie gratuită în Iran. În anul 2016, a fost ales în fruntea fracțiunii regiunilor turce din parlamentul iranian, o structură înființată pentru a sprijini dreptul la educație în limba turcă. Aceasta a fost prima formațiune din istoria parlamentului iranian creată sub o denumire etnică.

### Președinția (2024–prezent)
La 6 iulie 2024, Masoud Pezeshkian a fost ales președinte al Iranului, după ce a câștigat turul al doilea al alegerilor prezidențiale desfășurat la 5 iulie, obținând 16,3 milioane de voturi (53,7%), în fața contracandidatului Saeed Jalili, care a obținut 13,5 milioane de voturi (44,3%). A fost numit oficial în funcția de președinte de către liderul suprem al Iranului, Ali Khamenei, la 28 iulie 2024, și a depus jurământul în fața parlamentului iranian la 30 iulie.
După preluarea mandatului, Pezeshkian l-a menținut pe Mohammad Eslami⁠(d) în funcțiile de vicepreședinte și șef al Organizației pentru Energie Atomică, și i-a numit în funcțiile deținute anterior pe fostul prim-vicepreședinte Mohammad Reza Aref⁠(d) și pe fostul vicepreședinte și șef al Fundației Martirilor și Veteranilor, Saeed Ohadi. De asemenea, l-a numit pe fostul ministru al educației, Mohsen Haji-Mirzaei, în funcția de șef al cancelariei prezidențiale, pe fostul ministru de externe Mohammad Javad Zarif⁠(d) în funcția de vicepreședinte pentru afaceri strategice, pe Mohammad Ja'far Ghae'em Panah ca vicepreședinte pentru afaceri executive, pe fostul ministru de finanțe Ali Tayebnia în calitate de consilier principal, pe Hamid Pourmohammadi ca vicepreședinte și șef al Organizației pentru Planificare și Buget, pe Shahram Dabiri Oskuei⁠(d) ca adjunct pentru afaceri parlamentare, pe Hossein Afshin ca vicepreședinte pentru știință, tehnologie și domenii bazate pe cunoaștere, și pe Zahra Behrouz Azar⁠(d) — o critică a Patrulei de Ghizi — în funcția de vicepreședinte pentru femei și afaceri familiale.
În urma amenințărilor Iranului de a ataca Israelul ca reacție la asasinarea lui Ismail Hanieh în iulie 2024, Pezeshkian i-ar fi cerut liderului suprem Khamenei să reconsidere decizia, avertizând că un atac ar putea avea consecințe grave asupra economiei și infrastructurii iraniene. Potrivit The Telegraph, Pezeshkian ar fi intrat în conflict cu Gardienii Revoluției (IRGC), care susțineau o lovitură directă asupra Israelului, în timp ce el pleda pentru atacarea bazelor israeliene din țările vecine, pentru a evita un război de amploare. Totodată, Pezeshkian a declarat că Iranul avea dreptul de a riposta pentru atac.
Lista celor 19 miniștri propuși pentru cabinetul lui Pezeshkian a fost anunțată la 11 august 2024. La scurt timp după anunț, Zarif și-a prezentat demisia în semn de protest față de componența guvernului. La 21 august, parlamentul a aprobat în întregime cabinetul — pentru prima dată din 2001. Componența acestuia a fost concepută de Pezeshkian pentru a mulțumi toate taberele politice din Iran și a inclus-o pe Farzaneh Sadegh, a doua femeie care a devenit ministru în Iran după Revoluția din 1979, precum și pe Abbas Araghchi⁠(d), unul dintre negociatorii acordului nuclear din 2015.
Prima vizită internațională a lui Pezeshkian în calitate de președinte a fost în Irak, în septembrie 2024. Vizita a avut loc într-un context de deteriorare a relațiilor dintre Iran și Statele Unite — ambii aliați ai Irakului — în urma escaladării atacurilor reciproce între SUA și milițiile pro-iraniene în timpul războiului din Gaza. În Arbil, el s-a întâlnit și cu liderii regiunii Kurdistanului irakian.
După exploziile unor dispozitive purtate de membri ai Hezbollah în Liban, în septembrie 2024 — evenimente care au avut loc în contextul tensiunilor crescânde dintre Iran și Israel — Pezeshkian a declarat că Iranul era dispus să reducă ostilitățile dacă Israelul făcea același lucru. Cu toate acestea, în octombrie 2024, Iranul a lansat rachete asupra Israelului, ca reacție la asasinarea comandantului iranian Abbas Nilforoushan și a liderilor Hezbollah, inclusiv Hassan Nasrallah, precum și la invazia israeliană în sudul Libanului. Pezeshkian a afirmat că aceste atacuri cu rachete au fost un răspuns la agresiunea israeliană și a avertizat Israelul să nu se implice într-un conflict cu Iranul.

### Războiul Iran–Israel din 2025
La 13 iunie 2025, Israelul a lansat atacuri aeriene asupra Iranului, marcând începutul războiului dintre cele două țări. Ca răspuns, Pezeshkian a ordonat suspendarea cooperării Iranului cu Agenția Internațională pentru Energie Atomică.

## Viziuni politice

### Gardienii Revoluției Islamice (IRGC)

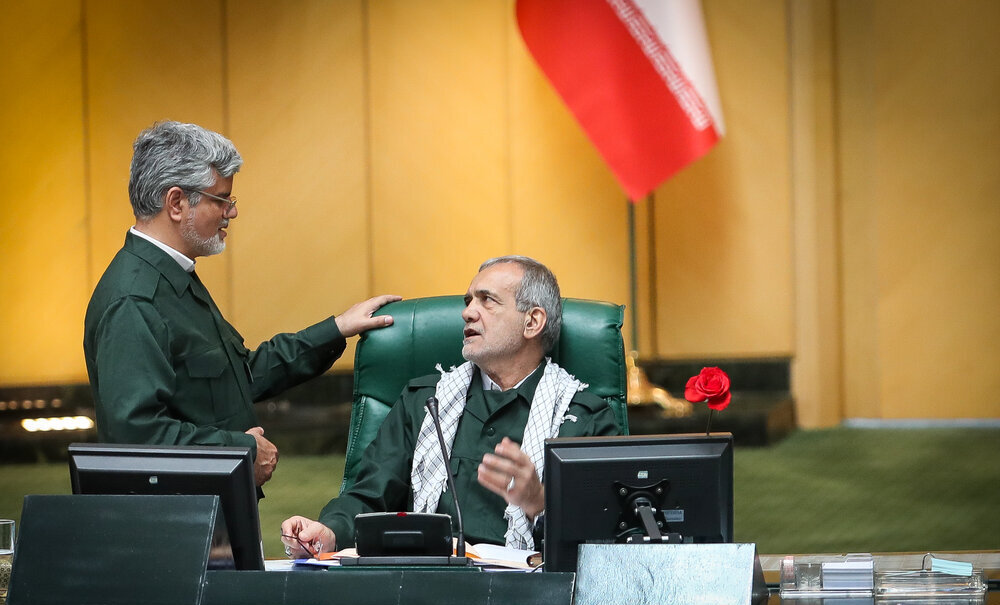
Pezeshkian și Mahmoud Sadeghi purtând uniforme ale IRGC, 2019.

Masoud Pezeshkian este un susținător al Gardienilor Revoluției Islamice (IRGC), pe care i-a descris ca fiind „diferiți față de trecut”. El a condamnat decizia administrației Trump din 2019 de a desemna IRGC drept organizație teroristă. După doborârea unei drone americane de către Iran în 2019, Pezeshkian a calificat guvernul american drept „terorist” și a lăudat acțiunea IRGC, spunând că aceasta a fost „un pumn puternic în gura liderilor Americii criminale”. În iunie 2024, în cadrul unei întâlniri universitare și ca răspuns la unele critici, Pezeshkian a îmbrăcat o uniformă a IRGC, declarând că ar face-o din nou, întrucât IRGC reprezintă „motivul pentru care țara a rămas unită”.

### Protestele antiguvernamentale
Pezeshkian a criticat în repetate rânduri sistemul iranian. În timpul protestelor postelectorale din 2009, el a condamnat modul în care au fost tratați protestatarii, invocând cuvintele primului imam șiit, Ali, către Malik al-Ashtar⁠(d): „să nu tratezi oamenii ca pe niște fiare sălbatice”.
El a considerat modul în care Iranul a gestionat protestele din 2018 ca fiind „greșit din punct de vedere științific și intelectual”. A atribuit responsabilitatea autorităților și a declarat: „Ar fi trebuit să procedăm mai bine.” După protestele din 2022, Pezeshkian a cerut înființarea unei comisii de anchetă și clarificare în legătură cu moartea Mahsei Amini. Deși a criticat tratamentul aplicat protestatarilor și lipsa avocaților în procese, ulterior a emis o declarație în care a condamnat protestele, considerând că nu sunt în interesul poporului.

### Politica externă
Masoud Pezeshkian a pledat pentru reluarea discuțiilor cu Statele Unite privind programul nuclear iranian și s-a angajat să reînvie acordul încheiat de Iran în 2015 cu SUA și alte mari puteri, în schimbul ridicării sancțiunilor internaționale.
El a susținut construirea unor relații amicale cu toate țările, cu excepția Israelului, declarând că Iranul va continua să sprijine „axa rezistenței” împotriva acestuia. După preluarea mandatului de președinte, a afirmat că Iranul va continua să sprijine poporul palestinian în conflictul israelo-palestinian. De asemenea, l-a acuzat pe Israel de comiterea unui genocid împotriva palestinienilor în Fâșia Gaza.
Pezeshkian a apărat și programul de rachete al Iranului, considerându-l esențial pentru apărarea țării în fața Israelului, și a cerut ca Israelul să fie dezarmat primul, înaintea unor eventuale negocieri cu SUA și aliații săi.

### Viziuni etnice și politici privind femeile
Pezeshkian pledează pentru respectarea drepturilor minorităților etnice, precum azerii, kurzii și balucii, și consideră că drepturile acestor grupuri trebuie protejate. El sprijină aplicarea articolului 15 din Constituția iraniană pentru toate etniile. Acest articol prevede că: „Limba și scrierea oficială și comună a poporului iranian este persana. Documentele, corespondența, textele oficiale și manualele trebuie redactate în această limbă și scriere, dar utilizarea limbilor locale și etnice în presă și mass-media, precum și predarea literaturii lor în școli, este liberă, alături de limba persană.” Pezeshkian consideră că aplicarea acestui principiu diminuează tendințele separatiste și dizidente. El susține, de asemenea, predarea limbii azere în școlile iraniene.
Pezeshkian a crescut semnificativ numărul femeilor și al persoanelor provenite din medii etnice și religioase diverse în guvernul său, așa cum a promis în campania electorală. A numit două femei în funcția de vicepreședinte, una ca ministră și o alta ca purtătoare de cuvânt a guvernului. În plus, a numit un politician sunnit ca vicepreședinte pentru dezvoltare rurală, primul guvernator sunnit al unui stat, Abdolkarim Hosseinzadeh⁠(d), precum și mai mulți viceminiștri. Numeroase femei au fost numite guvernatoare la nivel regional și municipal în întreaga țară.

## Viață personală
Soția lui Masoud Pezeshkian a fost medic ginecolog. În 1994, ea a murit împreună cu cel mai mic fiu al lor într-un accident rutier. Pezeshkian și-a crescut singur ceilalți doi fii și fiica, fără să se recăsătorească. Fiica sa, Zahra, are un master în chimie la Universitatea de Tehnologie Sharif și a lucrat la Jam Petrochemical înainte de venirea la putere a guvernului Rohani. Ea este considerată și o consilieră politică.
Pezeshkian este profesor de Coran și recitator al Nahj al-balagha, un text esențial pentru musulmanii șiiți.
Pe lângă persană, vorbește azeră, kurdă, arabă și engleză.
Este suporter al echipei de fotbal Tractor S.C.⁠(d).